# Salens
Els salens (en llatí Saleni o Seleni) eren un poble de la Tarraconense, que vivien probablement a Cantàbria. Els menciona Pomponi Mela i podrien ser els mateixos que els Σαιλινοί ("Sailinoi") dels que parla Claudi Ptolemeu.